# Jean Samazeuilh
Jean-Pierre Samazeuilh (ur. 17 stycznia 1891 w Bordeaux, zm. 13 kwietnia 1965 w Mérignac) – francuski tenisista.

## Kariera tenisowa
W grze pojedynczej Samazeuilh wygrał 1921 roku mistrzostwa Francji (obecnie French Open), które wówczas miały charakter krajowy i nie należały do cyklu wielkoszlemowego. Dwukrotnie był również w finale zawodów, w 1914 i 1922 roku.
W grze podwójnej Samazeuilh w 1921 roku został triumfatorem mistrzostw Francji, a dokonał tego z François Blanchym.
W 1920 roku Samazeuilh uczestniczył w igrzyskach olimpijskich w Antwerpii. Z gry pojedynczej odpadł w II rundzie, podobnie jak i w grze podwójnej. Partnerem deblowym Samazeuilha był Daniel Lawton.